# Stadionmässan

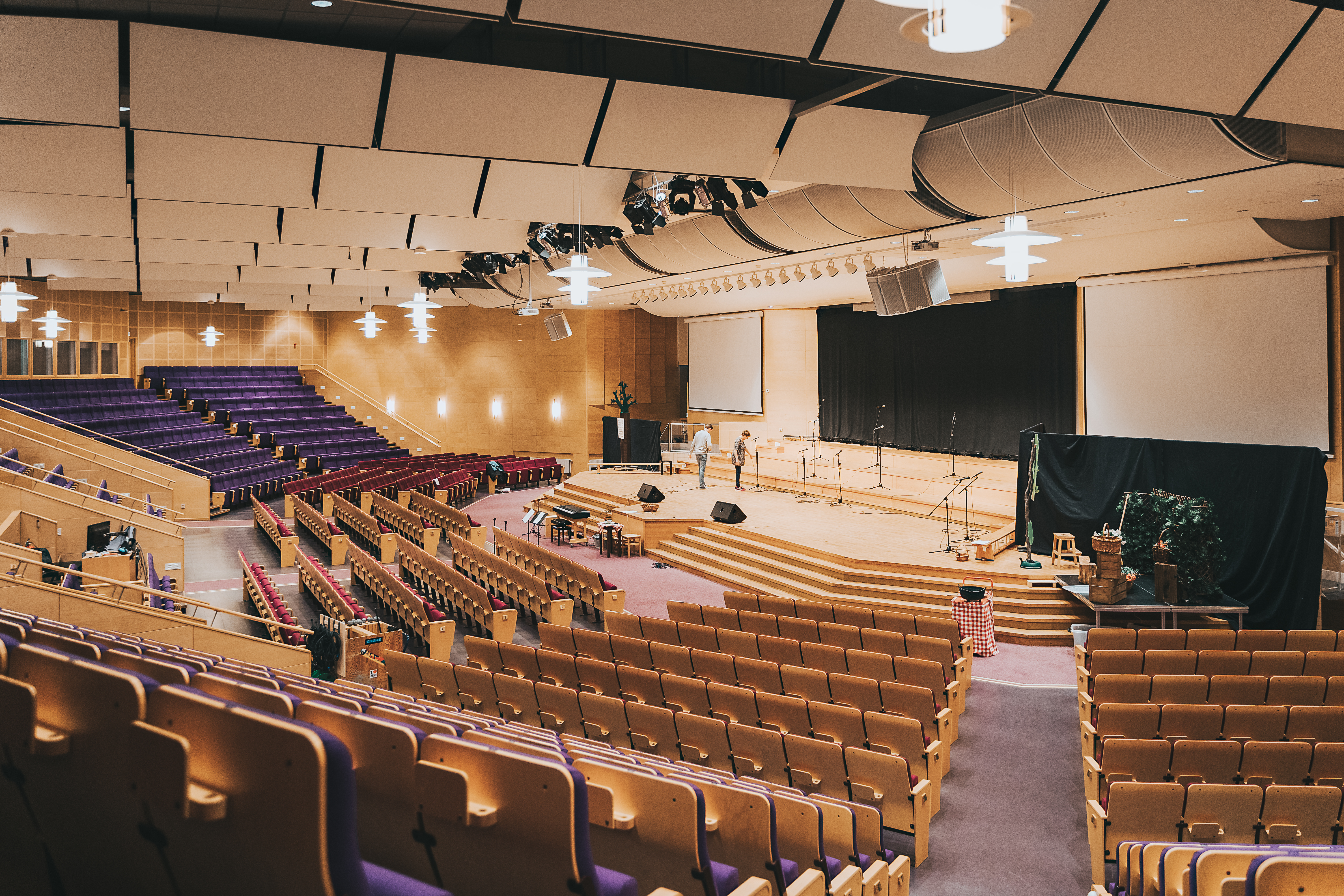
Översiktsbild av Stora Salen, Stadionmässan.

Stadionmässan är en kongress- och mässanläggning som är placerad nära Stadionområdet i Malmö, som är ett av Europas största idrottsområden beläget vid Pildammsparken.
Anläggningen invigdes som Malmö mässhallar 1964 i samband med 50-årsjubileet av Baltiska utställningen 1914. År 1994 flyttade Malmömässan till Kockums tidigare varvsområde i Västra Hamnen, varefter Malmö kommun sålde de tidigare mässhallarna till Pingstkyrkan Europaporten.